# Czas apokalipsy
Czas apokalipsy (ang. Apocalypse Now) – amerykański film wojenny z 1979 roku w reżyserii Francisa Forda Coppoli, którego inspiracją było opowiadanie Josepha Conrada Jądro ciemności. W roku 2001 ukazała się poszerzona wersja reżyserska tego filmu, Czas apokalipsy: Powrót.

## Opis fabuły
W trakcie wojny wietnamskiej kapitan US Army Special Forces Benjamin Willard otrzymuje zlecenie zlikwidowania pułkownika Waltera Kurtza, który zdezerterował z amerykańskiej armii i na pograniczu Kambodży stworzył swoją własną armię i quasi-państwo podległych mu tubylców. Willard najpierw musi dotrzeć do linii frontu, a następnie na własną rękę z kilkoma żołnierzami, stanowiącymi załogę łodzi patrolowej, odnaleźć miejsce pobytu Kurtza i dokonać jego egzekucji. Początkowo Willard jest świadkiem dziwnego obrazu wojny, w którym podpułkownik Kilgore w trakcie ataku pozycji Vietcongu rozkazuje swoim żołnierzom uprawiać surfing czy dokonuje nalotów, którym towarzyszą głośne dźwięki „Cwału Walkirii” Wagnera odtwarzane z atakujących helikopterów. Z czasem miejsca, przez które podróżują bohaterowie, by dotrzeć do celu, wydają się coraz bardziej dzikie. Rodzi to wahanie i strach w umysłach żołnierzy. Obraz jest opatrzony kultową muzyką, w tym utworem „The End” zespołu The Doors – ówczesnym symbolem wolności.

## Obsada
- Martin Sheen – kapitan Benjamin L. Willard
- Marlon Brando – pułkownik Walter Kurtz
- Robert Duvall – podpułkownik Bill Kilgore
- Albert Hall – st. podoficer George „Chief” Phillips
- Frederic Forrest – mechanik Jay „Chef” Hicks
- Sam Bottoms – strzelec Lance B. Johnson
- Laurence Fishburne – strzelec Tyrone „Mr. Clean” Miller
- Dennis Hopper – fotoreporter
- Harrison Ford – pułkownik Lucas

## Produkcja
- Podczas zdjęć do filmu nakręcono ponad 230 godzin materiału (około 375 tys. metrów taśmy), z czego wykorzystano ledwie 1%. Postprodukcja trwała dwa lata[4].
- Zdjęcia były robione głównie na Filipinach.

## Inspiracje i odwołania w kulturze
- Fragment Czasu Apokalipsy został wykorzystany w teledysku do piosenki What I’ve Done grupy Linkin Park.
- Fragment słów wypowiedzianych przez podpułkownika Billa Kilgore (Robert Duvall) został wykorzystany na początku utworu Napalm In The Morning thrash metalowego zespołu Sodom, który znalazł się na albumie M-16 w 2001.
- W Polsce film miał premierę w 1981 roku, krótko przed stanem wojennym. Wkrótce po jego wprowadzeniu Chris Niedenthal wykonał z ukrycia zdjęcie przedstawiające transporter opancerzony SKOT stojący na tle napisu Czas apokalipsy, reklamującego film na budynku Kina Moskwa w Warszawie[5]. Zdjęcie figuruje m.in. na okładce książki Gabriela Mérétika z 1989, Noc generała, poświęconej tematowi wprowadzenia stanu wojennego.
- Utwór The Edge Of Darkness brytyjskiego metalowego zespołu Iron Maiden powstał pod inspiracją historii przedstawionej w Czasie Apokalipsy.
- Gra komputerowa Spec Ops: The Line jest inspirowana Czasem apokalipsy.